# Legacy (Myrath)
Legacy è il quarto album studio della band progressive metal tunisina Myrath pubblicato nel 2016.
In occasione dell'uscita dell'album nel febbraio 2016 hanno girato l'Europa facendo da spalla ai Symphony X. Nell'autunno dello stesso anno la band annuncia una propria tournée (ottobre-novembre) questa volta come headliner in tutta Europa, inserendo a metà tour anche una data in Giappone.

## Tracce
1. Jasmin – 1:49
2. Believer – 4:32
3. Get Your Freedom Back – 3:57
4. Nobody's Lives – 5:44
5. The Needle – 5:06
6. Through Your Eyes – 5:37
7. The Unburnt – 4:36
8. I Want to Die – 4:39
9. Duat – 5:26
10. Endure the Silence – 4:45
11. Storm The Lies – 4:36
12. Other Side – 4:38